# بهلول كندي
بهلول‌ كندي هي قرية في مقاطعة بل دشت، إيران. يقدر عدد سكانها بـ 804 نسمة بحسب إحصاء 2016.